# Leucochrysa diasi
Leucochrysa diasi là một loài côn trùng trong họ Chrysopidae thuộc bộ Neuroptera. Loài này được Navás miêu tả năm 1922.